# Mangala breviramella
Mangala breviramella is een vlinder uit de familie snuitmotten (Pyralidae). De wetenschappelijke naam van deze soort is voor het eerst geldig gepubliceerd in 1916 door Gaede.
De soort komt voor in tropisch Afrika.